# Muerte de Edgar Allan Poe

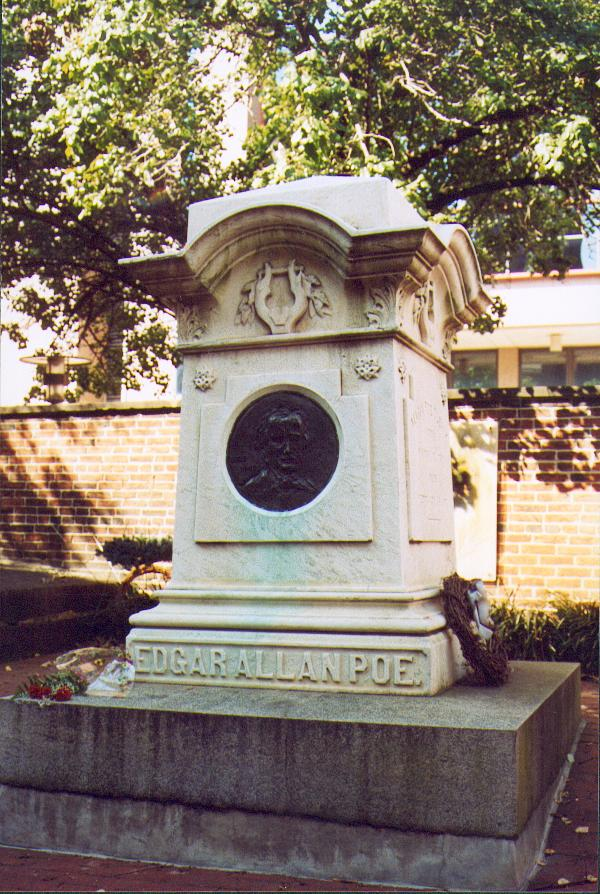
El cuerpo de Poe yace bajo este monumento en Baltimore.

La muerte de Edgar Allan Poe aconteció el día 7 de octubre de 1849, cuando el escritor contaba con apenas 40 años de edad. Las circunstancias de su fallecimiento siempre se vieron rodeadas de misterio, y todavía se discute su causa exacta. Cuatro días antes de su muerte, el 3 de octubre, Poe fue encontrado en las calles de Baltimore, Maryland, en un estado delirante. Según Joseph W. Walker, la persona que lo encontró, el escritor estaba «muy angustiado, y (...) necesitado de ayuda inmediata». Fue llevado al hospital universitario de Washington (Washington College Hospital), donde murió a las 5 a. m. (UTC-5) del domingo 7 de octubre. En ningún momento tuvo la lucidez necesaria para explicar de forma coherente cómo había llegado a dicho estado.
Gran parte de la información existente sobre los últimos días en la vida de Poe proviene del doctor John Joseph Moran, el médico que lo trató en el hospital. Tras un pequeño funeral, Poe fue enterrado en el cementerio de Westminster, pero, muchos años más tarde, en 1875, sus restos fueron trasladados a un monumento mayor. Este último marca también el lugar de entierro de su esposa, Virginia, y el de su suegra, Maria Clemm.
Las teorías sobre las causas de la muerte de Poe incluyen el suicidio, el asesinato, cólera, rabia, sífilis e incluso haber sido captado por agentes electorales que lo indujeron a beber para hacerlo votar y luego, ya en estado de embriaguez, lo abandonaron a su suerte. Sin embargo, la evidencia respecto a la influencia del alcohol es muy discutida.
Dos días después de la muerte de Poe, apareció un obituario firmado por un tal "Ludwig", que luego se reveló era realmente el crítico y antologista Rufus Wilmot Griswold. Griswold, quien más tarde se convirtió en el albacea literario efectivo de las obras de Poe, fue realmente uno de sus rivales literarios, y quien posteriormente publicó su primera biografía completa, retratándolo como un depravado, un borracho y un loco turbado por las drogas, y llegando incluso a falsificar cartas del poeta como evidencia de ello. Se cree que gran parte de la evidencia utilizada para construir esta imagen fue forjada por Griswold, y a pesar de que muchos amigos de Poe lo denunciaron, esta fue la interpretación que tuvo un impacto más duradero.

## Contexto previo

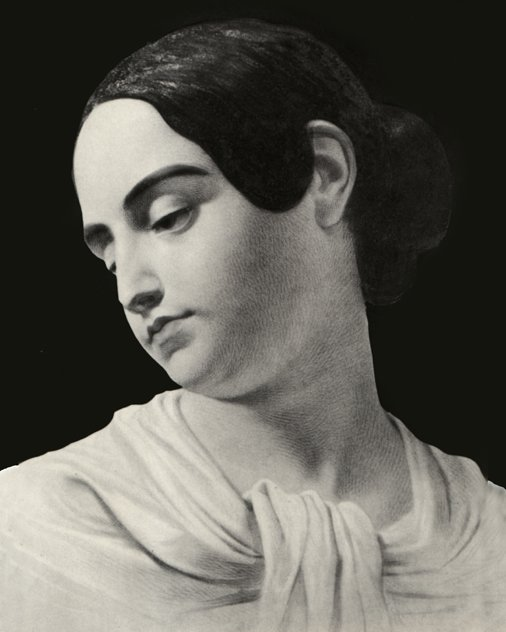
Virginia Clemm, prima y esposa de Poe, muerta el 30 de enero de 1847 de tuberculosis.

Después de la quiebra de su publicación, el Broadway Journal en 1846, Poe se refugió del acoso público, junto a su esposa Virginia, en un chalet (el famoso cottage) situado en la sección Fordham del Bronx, Nueva York, en busca de aire puro para la moribunda. Allí, el 30 de enero de 1847, murió finalmente Virginia de una tuberculosis que arrastraba hacía cinco años. Sus biógrafos y críticos a menudo sugieren que el frecuente tópico, en la obra de Poe, de la "muerte de una hermosa mujer" proviene de la repetida pérdida de sus mujeres a lo largo de su vida, incluyendo a su esposa.
Inestable tras la muerte de su esposa, Poe intentó cortejar a la poetisa Sarah Helen Whitman, que había quedado viuda recientemente y vivía en Providence, Rhode Island. Mientras que por otro lado conoce a Annie Richmond, otro objeto de su amor. Poe volvió por un tiempo a Richmond, y fue allí donde se reencontró con una novia de su juventud, Sarah Elmira Royster, que también había enviudado poco tiempo atrás. Atraído por Whitman, volvió al norte, donde le propuso matrimonio, y mientras esperaba la respuesta se refugió en la casa de Annie Richmond. Fue al dejar Richmond cuando cometió un supuesto intento de suicidio con láudano, que terminó vomitando antes de que le surtiese efecto. Una vez llegado a casa de Helen, ella le dio su consentimiento para la boda, bajo expresa promesa de que Edgar abandonara toda droga o estimulantes, después de lo cual Poe volvió a Fordham a visitar a Maria Clemm. En la víspera de la boda, Helen se enteró de sus visitas a Annie Richmond y de todos los rumores que había sobre ellos, además de una supuesta salida con amigos en la que había bebido, sin llegar a emborracharse. Esto supuestamente significó el fin del compromiso; sin embargo, hay pruebas contundentes que demuestran que la madre de Whitman intervino para separarlos.
Poe se recluyó de enero a junio de 1849 en Fordham junto a su tía/suegra. Allí intentó distanciarse de los rumores que lo tenían asqueado, tratando de publicar y editar. En julio y sin que se sepa la razón, Poe abandonó Nueva York y volvió a Richmond, donde reanudó su relación con Elmira. Se comprometieron en septiembre y pactaron su boda para el mes siguiente, y fue en ese punto en que Poe decide regresar al norte en busca de Maria Clemm para que asistiese a la boda. Es en ese momento cuando se le pierde la pista, hasta su repentina aparición en Baltimore.

### Últimas cartas y obras
En cuanto a su trabajo literario de 1849, en sus últimos poemas el sentimiento dominante es una intensa melancolía, a veces visionaria: To my mother, Annabel Lee, The Bells, y sus relatos parecen, uno fruto de la desesperación y el derrotismo mundanos (Hop-Frog), y otros simplemente de la aspiración de paz y belleza definitivas: El cottage de Landor (el último).
Dentro de la obra epistolar de Poe, intensa durante toda su vida, es particularmente sobrecogedora la lectura de aquella referida a sus últimos meses. En estas cartas el poeta daba continuas pruebas de su deplorable estado de salud y mental.

Llegué aquí con dos dólares, de los cuales te mando uno. ¡Oh, Dios, madre mía! ¿Nos veremos otra vez? ¡Oh, VEN si puedes! Mis ropas están en un estado tan horrible y me siento tan mal...
A Maria Clemm, apenas llegado a Richmond.

En carta también de sus últimos meses (a Maria Clemm, en Richmond, 19/07/1849), reconoce haber sufrido un delírium tremens:

Durante más de diez días estuve totalmente trastornado, fuera de mí, aunque no bebí ni una sola gota; durante ese lapso, imaginé las calamidades más atroces. Fueron sólo alucinaciones, consecuencia de un ataque como jamás había experimentado en mis carnes, un ataque de mania-à-potu [delirium tremens].

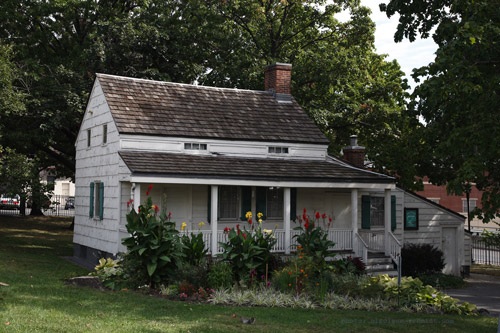
El cottage donde murió Virginia y Poe pasó sus últimos meses recluido.

El presentimiento de su inminente final aparece en una carta a su novia Annie Richmond (abril o mayo de 1849).

Tales consideraciones meramente mundanas carecen del poder de deprimirme... No, mi tristeza es inexplicable, y esto me entristece más aún. Estoy repleto de tenebrosos presentimientos. Nada me anima, nada me consuela. Mi vida parece echada a perder; el futuro me parece un erial pavoroso, pero pienso seguir luchando por tener "esperanza contra toda esperanza".

En una de sus últimas cartas a Maria Clemm, Poe expresa directamente su deseo de morir, pidiendo incluso a su tía, el único ser vivo con el que le unía una tierna afectividad, que muriera a su lado:

No nos queda sino morir juntos. Ahora ya de nada sirve razonar conmigo; no puedo más, tengo que morir. Desde que publiqué Eureka, no tengo deseos de seguir con vida. No puedo terminar nada más. Por tu amor era dulce la vida, pero hemos de morir juntos (...) Desde que me encuentro aquí he estado una vez en prisión por embriaguez, pero aquella vez no estaba borracho. Fue por Virginia.
A Maria Clemm, 07/07/1849

En la última, sin embargo, escrita tres semanas antes de su fallecimiento:

Los periódicos me han elogiado hasta ponerme en los cuernos de la luna; en todas partes se me recibe con entusiasmo.

## Cronología

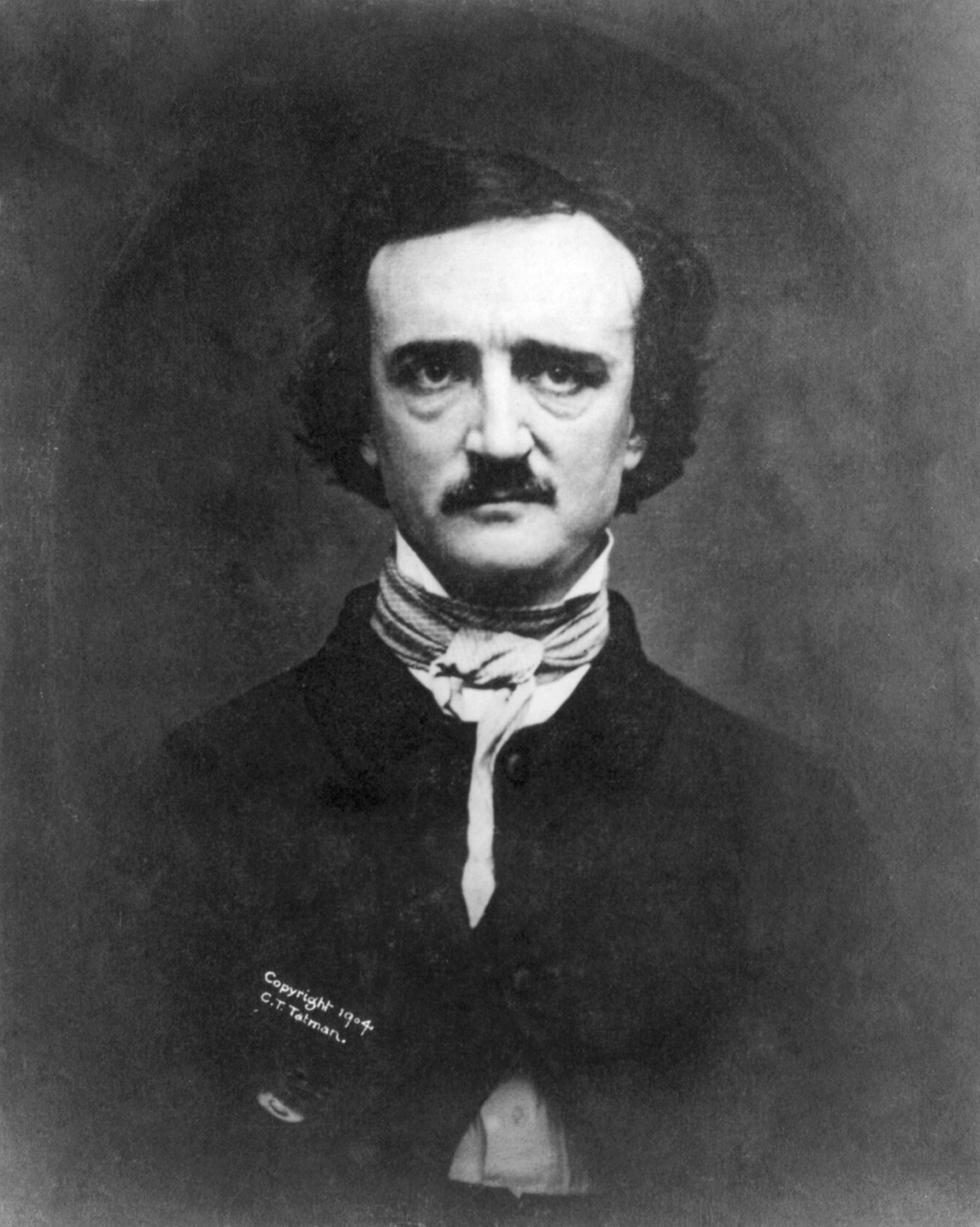
Daguerrotipo de Poe un año antes de su muerte en Baltimore.

El 27 de septiembre de 1849, Poe partió de Richmond, Virginia, para dirigirse a su casa en Nueva York. No existen pruebas fiables sobre su paradero hasta que, una semana después, el 3 de octubre, fue encontrado delirando en las calles de Baltimore, frente a la Ryan's Tavern ("Taberna de Ryan"), también llamada Gunner's Hall ("Salón del artillero"). Un impresor llamado Joseph W. Walker envió una carta pidiendo ayuda a un conocido de Poe, el Dr. Joseph E. Snodgrass. Su carta dice:

Estimado señor - Hay un caballero, más bien mal vestido, en el 4º distrito de Ryan, que se hace llamar Edgar A. Poe, y que aparenta estar muy angustiado, dice ser conocido de usted, y le aseguro, está necesitado de ayuda inmediata. Suyo, apresuradamente, Jos. W. Walker

Tras leer la carta, Snodgrass se apresuró en llegar a la taberna, cruzando la ciudad bajo la lluvia otoñal de octubre. Posteriormente declaró que la carta decía que Poe se encontraba «en un estado de intoxicación bestial», pero no es cierto ya que el original dice meramente «afligido».
En su declaración, Snodgrass describió el estado de Poe como «repulsivo», con su pelo despeinado, demacrado, su cara sin lavar y ojos «vacíos y sin brillo». Su ropa consistía en una camisa sucia sin chaleco y zapatos sin lustrar, estaba gastada, y no era de su talla. Posteriormente, Snodgrass decidió llevarlo al hospital de la Universidad Washington, donde fue atendido y tratado por el médico de guardia, el Dr. John Joseph Moran.
Moran da una detallada descripción sobre su apariencia aquel día, que concuerda con la dada por Snodgrass: «una vieja y manchada chaqueta de bombasí, pantalones en un estado similar, un par de zapatos gastados con, a su vez, los tacones gastados, y un viejo sombrero de paja». Poe nunca estuvo lo suficientemente coherente como para explicar cómo llegó a encontrarse en situación tan desesperada, y se cree que las ropas que vestía no eran suyas, especialmente porque él no acostumbraba vestir ropa raída. Sin embargo, en una carta escrita precisamente al final de su vida, el poeta parece contradecir esta última afirmación: «Me han invitado mucho a salir, pero rara vez acudo a esas citas, debido a que carezco de una levita adecuada.»
Moran cuidó de Poe en el hospital de la Universidad Washington, en Broadway y calle Fayette. Viendo que era un caballero, lo alojó en una habitación cercana a sus aposentos, y su esposa, Mary, solía visitarlo, y cuando escuchó que Poe se encontraba agonizando, fue a recibir sus últimas directivas en caso de que tuviese algún bien tangible. Fue entonces cuando Poe le preguntó si quedaba alguna esperanza. Ella le respondió que su esposo creía que estaba muy enfermo, y él rectificó: «No quiero decir eso. Quiero saber si hay esperanza para un miserable como yo más allá de esta vida.»
Al escritor se le negaron las visitas y fue confinado a una habitación similar a una prisión con ventanas de barrotes en una sección del edificio reservada para borrachos. Se dice que, en su agonía, Poe llamó repetidas veces a un tal "Reynolds" la noche antes de su muerte, pero nadie ha sido capaz de identificar la persona a la cual se refería. Una posibilidad, según recuerda, entre otros, Julio Cortázar, es que haya rememorado su encuentro con Jeremiah Reynolds, un editor de periódico y explorador que podría haber inspirado la novela La narración de Arthur Gordon Pym. Otra posibilidad es Henry R. Reynolds, uno de los jueces que supervisaba la votación del 4º distrito en la "Taberna de Ryan", que podría haber conocido a Poe el día de la elección. También podría haber estado llamando a un tal "Herring", ya que tenía un tío político en Baltimore llamado Henry Herring. De hecho, en testimonios posteriores, Moran evitó referirse a Reynolds, pero mencionó una visita de un tal "señorita Herring". También sostiene haber intentado animarlo en una de las pocas ocasiones en que despertó, diciéndole que pronto disfrutaría de la compañía de sus amigos, a lo que Poe supuestamente respondió: «Lo mejor que su amigo puede hacer es volarse los sesos con una pistola».
En el estado de angustia de Poe, hizo referencia a una esposa suya en Richmond. Estas palabras podrían ser fruto de una alucinación en la que su esposa Virginia todavía vivía, o se podría haber referido a Sarah Elmira Royster, a quien Poe había propuesto matrimonio recientemente. No sabía qué había pasado con su equipaje que, luego resultó, había dejado olvidado en la Swan Tavern, en Richmond. Moran declaró que las palabras finales de Poe fueron: «Lord, help my poor soul» («Señor, ayuda a mi pobre alma»), antes de morir el 7 de octubre de 1849.

### Credibilidad de Moran
Ya que Poe no tuvo visitas, Moran fue probablemente la última persona que lo vio en esos días. Aun así, su credibilidad ha sido cuestionada repetidamente, además de ser considerada en su conjunto como no fidedigna. Posteriormente a la muerte de Poe, y a través de los años, su historia variaba cada vez que escribía o charlaba sobre el tema. Por ejemplo, en 1875, y nuevamente en 1885, declaró haber contactado con la tía (y suegra) de Poe, Maria Clemm, inmediatamente tras su muerte para hacérselo saber; de hecho, solo le escribió luego de que ella se lo pidió el 9 de noviembre, más de un mes desde la muerte de Edgar. También afirmó que Poe había dicho, casi poéticamente, mientras se preparaba para lanzar su último suspiro: «Los arqueados cielos me rodean, y Dios tiene su decreto escrito legiblemente sobre las frentes de todos los seres humanos creados, y los demonios se encarnan, su meta será embravecer las olas de blanca desesperación.» El editor del New York Herald, que publicó esta versión de la historia de Moran, admitió: «No podemos imaginar a Poe, incluso mientras deliraba, construyéndolas [estas oraciones].»
Las declaraciones de Moran incluso cambian las fechas. En diferentes puntos, afirmó que Poe fue llevado al hospital el 3 de octubre a las 5 p. m., el 6 de octubre a las 9 a. m., o el 7 de octubre (el día que murió) a las «10 en punto de la tarde». Para cada una de las declaraciones publicadas, afirmaba tener los registros del hospital como referencia. Una búsqueda de dichos registros, realizada un siglo más tarde, que buscaba específicamente un certificado de defunción oficial, no logró encontrar nada. Algunos críticos atribuyen las inconsistencias y errores de Moran a un lapso de memoria, a un inocente deseo de idealizar, e incluso a senilidad. Contaba con 65 años a la fecha de escritura y publicación de su última declaración, en 1885.

## Causa de la muerte

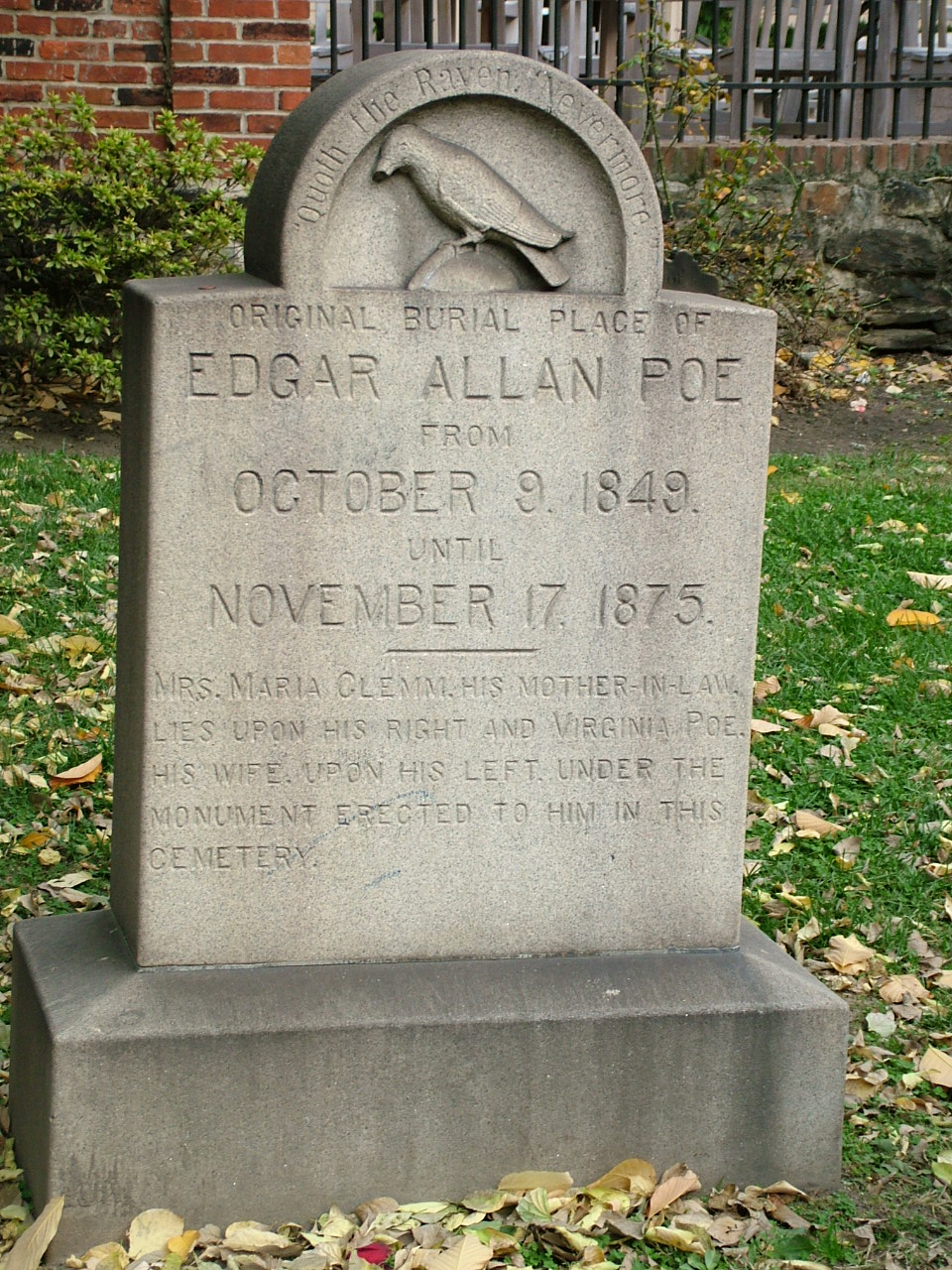
Poe fue enterrado originalmente en la parte trasera del cementerio de Westminster, sin una lápida. La de la imagen marca hoy en día el lugar original.

Hoy en día, se han perdido todos los registros y documentos médicos, incluyendo el acta de defunción de Poe, si es que alguna vez existieron. La causa precisa de la muerte de Poe todavía es discutida, pero existen varias teorías.
La versión del escritor argentino Julio Cortázar, una autoridad sobre este autor en castellano, traductor y exégeta de toda su obra en prosa, reza lo siguiente: 

Se ha dicho que Poe, en los períodos de depresión derivados de una evidente debilidad cardíaca, acudía al alcohol como un estimulante imprescindible. Apenas bebía, su cerebro pagaba las consecuencias. Este círculo vicioso debió cerrarse otra vez a bordo durante la travesía a Baltimore. Los médicos le habían asegurado en Richmond que otra recaída sería fatal, y no se equivocaban.

Otros muchos biógrafos han tocado el tema y llegado a diferentes conclusiones, que varían desde la aserción de Jeffrey Meyers de que fue por hipoglucemia, hasta la teoría de John Evangelist Walsh de una conspiración para asesinarlo. También se ha sugerido que la muerte de Poe fue el resultado de suicidio relacionado con la depresión. En 1848 casi muere de una sobredosis de láudano, que en ese entonces estaba disponible como sedante y analgésico. A pesar de no saberse con seguridad si realmente fue un intento de suicidio o solo un error de cálculo por parte de Poe, es claro que eso no fue lo que llevó a su muerte un año más tarde.
Snodgrass, partidario del movimiento de abstinencia del alcohol, estaba convencido de que Poe murió de alcoholismo y se afanó en popularizar esta idea, ya que encontró en Poe un útil ejemplo para su campaña. Sin embargo, lo escrito por él respecto al tema, ha sido probado como no fidedigno. Moran contradijo a Snodgrass al afirmar en su declaración de 1885 que Poe no murió bajo los efectos de ninguna intoxicación, y que «no tenía el menor hedor a licor en su aliento o en su persona». Aun así, algunos periódicos de la época informaron que la muerte de Poe se debió a una "congestión del cerebro" o una "inflamación cerebral", eufemismos para las muertes de causas tan desgraciadas como el alcoholismo. En un estudio sobre Poe, un psicólogo sugirió que padecía dipsomanía, una condición que causó frecuentes ataques que conducían a excesos, frecuentemente alcohólicos, durante los cuales la víctima no podía recordar qué le había pasado.
Sin embargo, la caracterización de Poe como alcohólico incontrolable todavía se encuentra en disputa. Su compañero de bebidas, Thomas Mayne Reid, admitió que ambos se enfrascaban en salvajes "correrías", pero que Poe «nunca iba más allá del inocente júbilo al que todos nos damos el gusto... Mientras que puedo reconocer esto como una de sus fallas, puedo decir sinceramente que no era habitual». Algunos creen que Poe era extremadamente sensible al alcohol y que se ponía ebrio tras beber una simple copa de vino. Solo bebía durante períodos difíciles de su vida, y a veces pasaba varios meses seguidos sin alcohol. Lo que añadió mayor confusión a la supuesta frecuencia de bebida fue su membresía de los Hijos de la templanza (Sons of Temperance) en el momento de su muerte. William Glenn, quien supervisaba el compromiso de Poe, años después dijo que la comunidad de templanza no tenía razones para creer que había violado su promesa durante su estancia en Richmond.
Las sugerencias acerca de una sobredosis de drogas también fueron refutadas. A pesar de eso, siguen formulándose con frecuencia. Thomas Dunn English, experimentado doctor y declarado enemigo de Poe, insistió en el hecho de que no era consumidor de drogas. Escribió: «Si Poe hubiese tenido el hábito del opio cuando lo conocí (antes de 1846), tanto como médico como hombre de observación, lo hubiese descubierto durante sus frecuentes visitas a mis aposentos, mis visitas a su casa, o todas nuestras reuniones en cualquier lado. (...) No vi signo alguno de ello y creo que el cargo en su contra es una calumnia sin base alguna».
A lo largo de los años, se han propuesto numerosas otras causas, que incluyen varias formas de raras enfermedades del cerebro, o un tumor cerebral, diabetes, varios tipos de deficiencias enzimáticas, sífilis, apoplejía, delirium tremens, cardiopatías, epilepsia y meningitis. Una prueba de los cabellos de Poe realizada en 2006 refutó la posibilidad de saturnismo, envenenamiento por mercurio e intoxicaciones similares debidas a la exposición de metales pesados. También se ha sugerido cólera. Poe había pasado por Filadelfia en el invierno de 1849, durante una epidemia de cólera. Durante su estancia enfermó y escribió una carta a su tía, Maria Clemm, diciéndole que podría «haber tenido el cólera, o espasmos igual de malos».
Ya que Poe fue encontrado en un día de elección, se ha sugerido a menudo desde 1872 que fue utilizado con ese motivo. Se trataba de una estafa mediante la cual las víctimas eran secuestradas, emborrachadas y usadas como peones para votar por un mismo partido político en múltiples lugares. Esta ha sido la explicación común de la muerte de Poe en la mayoría de sus biografías durante décadas, a pesar de que su estatus en Baltimore lo hubiese hecho demasiado reconocible como para que el timo funcionase.
Más recientemente, se ha presentado una evidencia creíble de que su muerte fue causada por la rabia, aunque no presentaba ninguna mordedura .

## Funeral
El funeral de Poe se celebró el lunes 8 de octubre de 1849, a las 4 de la tarde. Fue una ceremonia sencilla a la que asistieron pocas personas. Henry Herring, el tío político de Edgar, proveyó un simple ataúd de caoba, y un primo, Neilson Poe, el coche fúnebre. La esposa de Moran aportó el sudario. El funeral fue presidido por el reverendo W. T. D. Clemm, primo de Virginia, esposa de Poe. También asistieron el Dr. Snodgrass, abogado de Baltimore y antiguo compañero de la Universidad de Virginia; Collins Lee, el primer primo de Poe; Elizabeth Herring y su esposo; y Joseph Clarke, un antiguo compañero de escuela. La ceremonia entera duró solo tres minutos. La tarde era fría y húmeda. El reverendo Clemm decidió que no valía la pena pronunciar un sermón debido a la poca concurrencia. El sacristán George W. Spence describió el tiempo que hacía de la siguiente forma: «Fue un día oscuro y gris, sin lluvia, pero medio áspero y amenazador». Poe fue enterrado en un ataúd barato al que le faltaban las manijas. Tenía una placa e iba forrado de trapo, con un almohadón para su cabeza.

## Entierro y reentierro

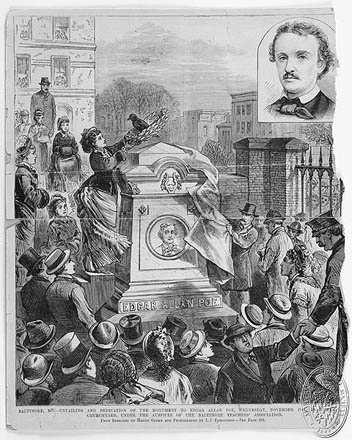
El 17 de noviembre de 1875, Poe fue enterrado con un nuevo monumento. Los restos de su esposa Virginia y los de su suegra Maria, también se encuentran allí.

Poe está enterrado en los campos del cementerio de Westminster (Westminster Hall and Burying Ground), que  ahora forma parte de la Universidad de Leyes de Maryland, en Baltimore. Incluso después de muerto continuó creando controversia y suscitando incógnitas.
Poe fue enterrado originalmente, sin lápida alguna, en las proximidades de la esquina trasera de la iglesia, cerca de su abuelo, David Poe, padre. Neilson Poe, primo de Edgar, había comprado una lápida de mármol italiano, pero fue destruida antes de que llegase a la tumba cuando un tren descarriló y chocó contra el depósito donde estaba guardada. Por tal motivo, la tumba fue marcada con un bloque de arenisca en que se leía "N.º 80". En 1873, el poeta sureño Paul Hamilton Hayne visitó la tumba y publicó un artículo, describiendo su pobre condición y sugiriendo un monumento más apropiado. Sara Sigourney Rice, una maestra de las escuelas públicas de Baltimore, aprovechó el renovado interés por la tumba de Poe y solicitó aquí y allá fondos personalmente. Incluso logró que algunos de sus alumnos de elocución hicieran representaciones públicas para recaudar dinero. Numerosas personas de Baltimore y de todos los Estados Unidos contribuyeron; los últimos 650 dólares provinieron del editor y filántropo George William Childs. El nuevo monumento fue diseñado por el arquitecto George A. Frederick y construido por el Coronel Hugh Sisson, e incluía un medallón con la efigie de Poe, obra de un artista llamada Valck. El costo total del monumento, con el medallón, llegó a poco más de 1500 dólares de la época.
El 1 de octubre de 1875, los restos mortales de Poe fueron trasladados a un nuevo lugar cerca del frente de la iglesia. Se ofició una ceremonia en la nueva tumba el 17 de noviembre. El lugar original del entierro fue marcado con una gran lápida donada por un tal Orin C. Painter, pero originalmente, fue colocada en un lugar incorrecto. Entre los concurrentes estaban Neilson Poe (quien pronunció unas palabras, llamando a su primo «uno de los hombres de mejor corazón que han vivido»), también Nathan C. Brooks, John Snodgrass, y John Hill Hewitt. A pesar de que varios prominentes poetas fueron invitados a la ceremonia, el único que acudió personalmente fue Walt Whitman. Alfred Tennyson contribuyó con un poema que fue leído durante la ceremonia:

Destino que una vez lo negaste,
Y envidia que una vez lo despreciaste,
Y malicia que lo contradijiste,
Cenotafio sois ahora de su fama.

En 1864, las lápidas de todas las tumbas, que anteriormente miraban al este, fueron giradas para que mirasen a la puerta oeste, lo que probablemente desconocían las personas que lo exhumaron. Esto causó que tuviesen dificultades en encontrar el cuerpo correcto: primero exhumaron a un miliciano de 19 años de Maryland, Philip Mosher, Jr. Cuando finalmente encontraron los restos de Poe, abrieron su ataúd, y una de las testigos notó que «el cráneo estaba en excelentes condiciones - la forma de la frente, una de los rasgos más impactantes de Poe, se discernía fácilmente.»
Pocos años después, los restos de su esposa Virginia también fueron trasladados a este lugar. En 1875, el cementerio en el que ella yacía fue destruido, y no había ningún pariente que reclamase sus restos. William Gill, un temprano biógrafo de Poe, juntó sus huesos y los guardó en una caja que escondía bajo su cama. Sus restos finalmente fueron enterrados junto a los de su esposo el 19 de enero de 1885, el 76.º aniversario del nacimiento de Edgar; casi 10 años después se construyó el monumento actual. George W. Spence, el hombre que sirvió como acólito en el entierro original de Poe, así también como en su exhumación y reentierro, asistió los ritos que llevaron su cuerpo a descansar junto con Virginia y la madre de esta, Maria Clemm.

## Difamación

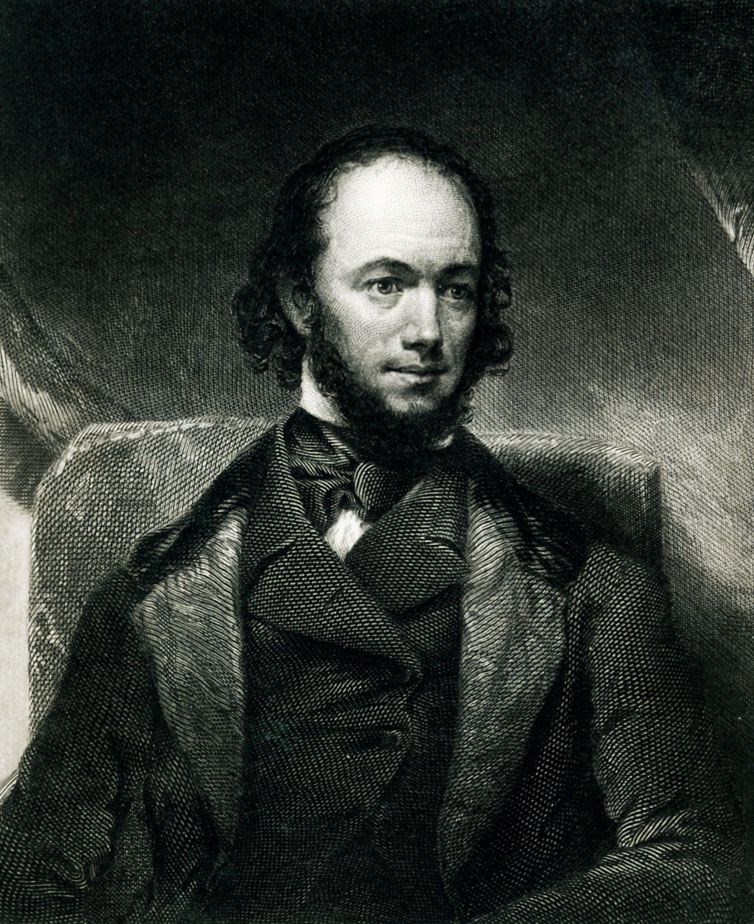
Rufus Wilmot Griswold, albacea literario de Poe, escribió su obituario más famoso y su primera biografía completa.

A los dos días de la muerte de Poe, apareció un obituario, firmado por un tal "Ludwig". Posteriormente se supo que el autor había sido el escritor y editor Rufus Wilmot Griswold, quien llamaba a Poe una estrella «brillante, pero errática». Griswold había intentado difamarlo para hacer a Poe universalmente odiado, incluso antes de su muerte, y tras esta continuó con sus intentos. En su obituario, Griswold declara que Poe era conocido por caminar delirante por las calles, hablando consigo mismo. También dice que era excesivamente arrogante, que asumía que todos los hombres eran villanos, y que se enojaba fácilmente. Gran parte de esta caracterización fue tomada casi textualmente de la del ficticio Francis Vivian en The Caxtons de Edward Bulwer-Lytton. Impreso por primera vez en el New York Tribune, el obituario de Ludwig pronto se convirtió en la caracterización clásica de Poe.
Griswold había servido como agente para muchos escritores estadounidenses, pero no está claro si Poe lo designó su albacea literario o si Griswold se hizo cargo por medio de un engaño o un error de la tía y suegra de Poe, Maria. En cualquier caso, presentó una colección de las obras de Poe que incluía un artículo biográfico titulado "Memorias del autor" ("Memoir of the Author"), en el que se representaba a Edgar como un depravado, un borracho y un loco perturbado por las drogas. Se cree que la mayor parte del artículo fue inventado por Griswold, hecho que fue denunciado por aquellos que conocieron a Poe, entre ellos Sarah Helen Whitman, Charles Frederick Briggs y George Rex Graham. Sin embargo, el relato de Griswold alcanzó mucha popularidad, en parte porque era la única biografía completa disponible, y en parte porque fue ampliamente reimpresa. Siguió siendo popular mucho tiempo porque muchos lectores asumieron que Poe como persona había sido similar a sus personajes ficticios o simplemente estaban encantados de leer la obra de un hombre "malo".
No hubo una biografía fiable de Poe hasta la aparición de la de John Henry Ingram en 1875. En 1941, Arthur Hobson Quinn presentó evidencia de que Griswold había falsificado y reescrito una serie de cartas de Poe que se incluían en su Memorias del autor. Para entonces, la descripción hecha por Griswold de Poe ya se había afianzado en la mente del público, no solo en Estados Unidos, sino también a través de todo el mundo. Esta imagen distorsionada se ha convertido en parte de la leyenda de Poe a pesar de los numerosos intentos por corregirla.